# Računalniško omrežje
Računalniško omrežje (angleško computer network) je vrsta telekomunikacijskega omrežja med vozlišči za obdelavo podatkov z namenom izmenjave podatkov. Gre za komunikacijsko mrežje, katerega končne točke so računalniki in periferne naprave, npr. tiskalniki. Medsebojno povezovanje računalnikov se imenuje mreženje (networking). Mogoče je z uporabo različne omrežne strojne opreme.
Omrežja razdelimo glede na vzorec povezav - na primer topologija zvezde ali obroča - ali glede na dovoljen geografski razpon, na primer lokalno omrežje (local area network, LAN) za komunikacijo znotraj sobe ali stavbe in prostrano omrežje (wide area network, WAN) za bolj oddaljene sisteme. Internet je računalniško omrežje, ki povezuje ustanove po vsem svetu in ima več sto milijonov uporabnikov. Janet (Joint Academic NETwork, skupno akademsko omrežje) je različica interneta, v uporabi v Združenem kraljestvu. SuperJanet, pričetek delovanja leta 1992, je razširitev Janeta, ki lahko prenaša milijardo bitov na sekundo.
Eden izmed najpogostejših mrežnih sistemov je Ethernet, razvit leta 1973 (na tržišče je prišel leta 1980), razvit v Xeroxovem raziskovalnem centru Xerox Palo Alto Research Center v Kaliforniji, razvila pa sta ga Robert Metcalfe in David Boggs.
Bolj preprosto računalniško omrežje ločimo na:
- Krajevno ali lokalno omrežje (LAN)
- Globalno omrežje (WAN)
- Osebno omrežje (PAN)
- Domače omrežje (HAN)